# ديلبرت سبورلوك
ديلبرت سبورلوك (بالإنجليزية: Delbert Spurlock)‏ هو محامي أمريكي، ولد في 3 أبريل 1941.